# Moka (Märjamaa)
Moka (Duits: Mokkakülla) is een plaats in de Estlandse gemeente Märjamaa, provincie Raplamaa. De plaats heeft de status van dorp (Estisch: küla).

## Bevolking
Het dorp had 71 inwoners op 31 december 2011 en 53 inwoners op 31 december 2021.

## Geschiedenis
Moka werd voor het eerst genoemd in 1591 onder de naam Mocko Matz, een boerderij op het landgoed van Kasty (Kasti). In 1712 was ze onder de naam Mocka een dorp geworden. In 1977 werd het buurdorp Järgküla bij Moka gevoegd.